# MFGE8
La proteína glóbulo de grasa de la leche-factor 8 EGF ( Mfge8 ), también conocida como lactadherina, es una proteína que en los seres humanos está codificada por el gen MFGE8 .

## Distribución de especies
Mfge8 es una proteína secretada que se encuentra en los vertebrados, incluidos los mamíferos y las aves.

## Función
MFGE8 puede funcionar como una proteína de adhesión celular para conectar el músculo liso a la fibra elástica en las arterias. Un fragmento amiloide de MFGE8 conocido como medina se acumula en la aorta con el envejecimiento. MFGE8 en la vasculatura de adultos puede inducir la recuperación de la isquemia al facilitar la angiogénesis. Se ha sugerido que antagonizar la angiogénesis inducida por MFGE8 podría ser una forma de combatir el cáncer.
MFGE8 contiene un dominio de unión a fosfatidilserina (PS), así como un motivo de arginina-glicina-ácido aspártico, que permite la unión a integrinas. MFGE8 se une a PS, que se expone en la superficie de las células apoptóticas. La opsonización de las células apoptóticas y la unión a las integrinas en la superficie de las células fagocíticas media la absorción de la célula muerta.